# William Phillips
Alban William Housego "A. W." "Bill" Phillips, més conegut com William Phillips   (Te Rehunga, 18 de novembre de 1914 - Auckland, 5 de març de 1975) va ser un economista neozelandès que va passar la major part de la seva carrera acadèmica com a professor d'economia a la London School of Economics (LSE). La seva contribució més coneguda a l'economia és la corba de Phillips, que va descriure per primera vegada el 1958. També va dissenyar i construir l'ordinador d'economia hidràulica MONIAC el 1949.

## Primers anys de vida
Phillips va néixer a Te Rehunga, prop de Dannevirke, Nova Zelanda. Era el fill d'Harold Housego Phillips, un granger lleter, i de la seva dona, Edith Webber, mestra i mestressa de correus.
Va deixar Nova Zelanda abans d'acabar l'escola per treballar a Austràlia en una varietat de feines, com ara caçador de cocodrils i director de cinema. El 1937 Phillips es va dirigir a la Xina, però va haver d'escapar a Rússia quan el Japó va envair la Xina. Va viatjar a través de Rússia amb el Ferrocarril Transsiberià i es va dirigir al Regne Unit el 1938, on va estudiar enginyeria elèctrica. A l'esclat de la Segona Guerra Mundial, Phillips es va unir a la Royal Air Force i va ser enviat a Singapur. Quan Singapur va caure, va escapar amb el vaixell de tropes Empire State, que va ser atacat abans d'arribar amb seguretat a Java.
Quan Java també va ser envaïda, Phillips va ser capturat pels japonesos i va passar tres anys i mig internat en un camp de presoners de guerra a les llavors Índies Orientals Neerlandeses (ara Indonèsia). Durant aquest període va aprendre xinès d'altres presoners, va reparar i miniaturitzar una ràdio secreta i va crear una caldera d'aigua secreta per al te que va connectar al sistema d'il·luminació del campament. El 1946, va ser nomenat membre de l'Ordre de l'Imperi Britànic (MBE) pel seu servei bèl·lic.
Després de la guerra es va traslladar a Londres i va començar a estudiar sociologia a la London School of Economics, a causa de la seva fascinació per la capacitat d'organitzar-se dels presoners de guerra. Però es va avorrir de la sociologia i va desenvolupar un interès per la teoria keynesiana, així que va canviar el seu curs a l'economia i al cap d'onze anys va ser professor d'economia.

## Carrera econòmica

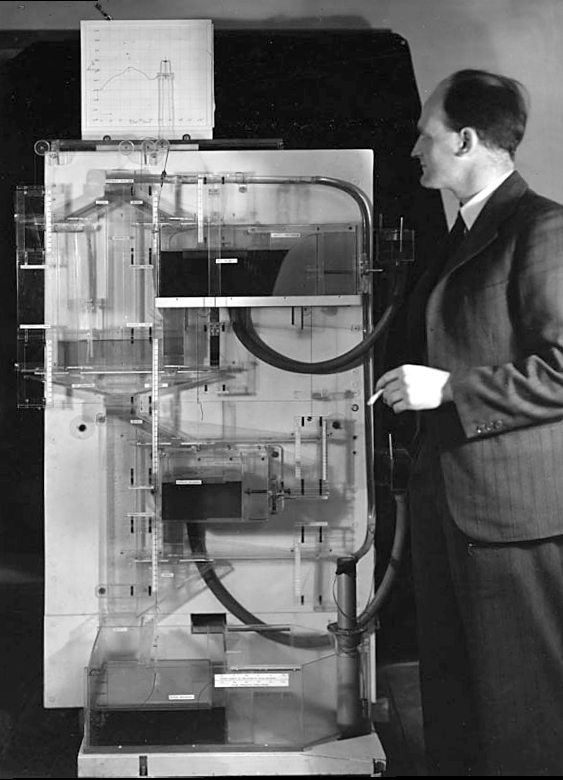
Phillips amb el seu ordinador MONIAC

Mentre era estudiant de la LSE Phillips va utilitzar la seva formació com a enginyer per desenvolupar MONIAC, un ordinador analògic que utilitzava la hidràulica per modelar el funcionament de l'economia britànica, inspirant el terme macroeconomia hidràulica. Va ser molt ben rebut i Phillips aviat se li va oferir una plaça de professor a la LSE. Va passar de professor ajudant el 1951 a professor el 1958.
El seu treball es va centrar en les dades britàniques i va observar que en anys en què la taxa d'atur era alta, els salaris acostumaven a ser estables, o possiblement a caure. Per contra, quan l'atur era baix, els salaris augmentaven ràpidament. Aquest tipus de patró havia estat observat anteriorment per Irving Fisher, però el 1958 Phillips va publicar el seu propi treball sobre la relació entre inflació i atur, il·lustrat per la corba de Phillips. Poc després de la publicació del document de Phillips, la idea que hi havia una relació entre una economia forta i una inflació baixa va captar la imaginació tant d'economistes acadèmics com de responsables polítics. Paul Samuelson i Robert Solow van escriure un article influent on descrivien les possibilitats suggerides per la corba de Phillips en el context dels Estats Units. El que la gent pensa sobre la corba de Phillips ha canviat substancialment al llarg del temps, però segueix sent una característica important de l'anàlisi macroeconòmica de les fluctuacions econòmiques. Si hagués viscut més temps, les contribucions de Phillips haurien estat dignes d'un premi Nobel d'economia. Va fer diverses altres contribucions notables a l'economia, especialment en relació amb la política d'estabilització.
Va tornar a Austràlia el 1967 per ocupar un lloc a la Universitat Nacional Australiana que li va permetre dedicar la meitat del seu temps als estudis xinesos. El 1969 els efectes de les seves privacions de guerra i el tabaquisme li van passar factura. Va tenir un ictus, que li va provocar una jubilació anticipada i tornar a Auckland, Nova Zelanda, on va ensenyar a la Universitat d'Auckland. Va morir a Auckland el 4 de març de 1975.